# Place Order
Place Order（ぷれいすおーだー）とは、まさひと、しゅう、じょうによる日本の3人組の男性アイドルグループ。
ミラーボールが似合う楽曲をテーマに都内を中⼼にライブ活動をしている。

## メンバー
| 名前     | Name     | 誕生日  | 身長    | 血液型 |
| -------- | -------- | ------- | ------- | ------ |
| まさひと | Masahito | 1月13日 | 167.6cm | A型    |
| しゅう   | Shu      | 2月19日 | 162cm   | A型    |
| じょう   | Joe      | 1月15日 | 186cm   | A型    |

まさひと
誕生日:1988年1月13日
メンバーカラー:赤
身長:167.6㎝
血液型:A型
特技:モノマネ
星座:山羊座
出身:大阪府
家族構成:父、母、妹
好きな食べ物:肉全般
苦手な食べ物:乳製品全般
好きな色:赤
好きなスポーツ:なし
好きな動物:犬、狼、虎、ライオン
苦手な動物:猫
アルバイト遍歴:結婚式スタッフ、アパレル、居酒屋、カフェ
しゅう
誕生日:2月19日
メンバーカラー:オレンジ
身長:162㎝
血液型:A型
特技:バスケ・鳥肌を立たせること
星座:うお座
出身:神奈川県
家族構成:父、母、兄、姉、犬、亀、亀
好きな食べ物:焼肉、明治屋のまんじゅう、バームクーヘン
苦手な食べ物:特にない
好きな色:赤
好きなスポーツ:バスケ
好きな動物:犬
苦手な動物:虫全般
アルバイト遍歴:デリバリー、居酒屋、カラオケ、ドックフード制作工場、ケーキ制作工場、ホームドア設置工事
じょう
誕生日:1月15日
メンバーカラー:青
身長:186㎝
血液型:A型
特技:サッカー
星座:山羊座
出身:埼玉県
家族構成:父、母、姉
好きな食べ物:お肉
苦手な食べ物:なし
好きな色:青色
好きなスポーツ:サッカー
好きな動物:犬
苦手な動物:なし
アルバイト遍歴:スーツ屋さん、バー、ブライダル、カフェ、牛丼、スーパー

## 楽曲
アルバム『グッバイチャイナイト』

オリコンデイリーランキング　3位

オリコン週間シングルランキング　19位
オリジナル曲
| リリース日 | アルバム        | シングル                 | 曲名                         | MV                                 |
| ---------- | --------------- | ------------------------ | ---------------------------- | ---------------------------------- |
| 2021年     | 『First Order』 |                          | 『Get my way！！』           |                                    |
| 2021年     | 『First Order』 |                          | 『1 or 8』                   | 1 or 8 - YouTube                   |
| 2022年     | 『First Order』 |                          | 『Give me Love』             | Give me Love - YouTube             |
| 2022年     | 『First Order』 |                          | 『翼』                       | 翼 - YouTube                       |
| 2023年     | 『First Order』 |                          | 『Tonight』                  | Tonight - YouTube                  |
| 2023年     | 『First Order』 |                          | 『ネオ☆サラバ』              | ネオ☆サラバ - YouTube              |
| 2023年     | 『First Order』 |                          | 『カナシミ摩天楼』           | カナシミ摩天楼 - YouTube           |
| 2023年     | 『First Order』 |                          | 『Happy Dive！！』           | Happy Dive！！ - YouTube           |
| 2023年     | 『First Order』 |                          | 『大好きさ君が』             | 大好きさ君が - YouTube             |
| 2023年     | 『First Order』 |                          | 『魁！！アンダーグラウンド』 | 魁！！アンダーグラウンド - YouTube |
| 2023年     | 『First Order』 |                          | 『愛SPIRAL』                 |                                    |
| 2023年     |                 |                          | 『fo(u)r』                   | fo(u)r - YouTube                   |
| 2024年     |                 | 『グッバイチャイナイト』 | 『グッバイチャイナイト』     | グッバイチャイナイト - YouTube     |
| 2024年     |                 | 『グッバイチャイナイト』 | 『愛したい未来』             |                                    |
| 2024年     |                 | 『グッバイチャイナイト』 | 『溺愛LOVER』                |                                    |
| 2024年     |                 | 『グッバイチャイナイト』 | 『真っ白なラブレター』       |                                    |
| 2024年     |                 | 『グッバイチャイナイト』 | 『エンディングロール』       |                                    |
| 2024年     |                 |                          | 『夢にまで見たOMG』          | 夢にまで見たOMG - YouTube          |
| 2024年     |                 |                          | 『Plastic Logic』            | Plastic Logic - YouTube            |
| 2024年     |                 |                          | 『Another Day』              | Another Day - YouTube              |
| 2024年     |                 |                          | 『twilight』                 | twilight - YouTube                 |

## ライブ・イベント

### ライブ
今後のライブやイベントについては公式サイトのTimeTreeを参照。

#### 周年ライブ
| 公演日         | 周年    | 公演名                                                              | 会場               |
| -------------- | ------- | ------------------------------------------------------------------- | ------------------ |
| 2022年4月14日  | 0.5周年 | Place Order HALF ANNIVERSARY ガムシャライブ！～僕らはまだ夢の途中～ | 初台DOORS          |
| 2022年10月14日 | 1周年   | Place Order 1st Anniversary 僕たちからの贈り物                      | 代官山SPACE ODD    |
| 2023年4月14日  | 1.5周年 | Place Order 1.5周年〜First Order リリース記念ライブ〜               | SHIBUYA DIVE       |
| 2023年10月14日 | 2周年   | Place Order 2nd Anniversary～僕たちの居場所～                       | duo MUSIC EXCHANGE |
| 2024年4月14日  | 2.5周年 | Place Order 2.5周年記念ライブ〜CLUB UNDER WORLD〜                   | 吉祥寺SEATA        |
| 2024年10月14日 | 3周年   | Place Order 3rd Anniversary-Premium Discotic Funky Night-           | 東京キネマ倶楽部   |
| 2025年4月14日  | 3.5周年 | Place Order 3.5th anniversary-ブラッシュアップライブ-               | YOKOHAMA ReNY beta |
| 2025年10月14日 | 4周年   |                                                                     |                    |

### 出演
Place Orderのこれって実際ど〜だ〜！？(2024年11月25日-)(WALLOP、YouTubeにて配信)

### Place Order
- Place Order公式HP
- Place Order公式YouTube - YouTubeチャンネル
- うらぷれ【Place Order裏側チャンネル】 - YouTubeチャンネル
- Place Order公式X (@PlaceOrder_OA) - X（旧Twitter）
- Place Order公式Instagram (@placeorder_official) - Instagram
- Place Order公式TikTok (@placeorder_oa) - TikTok
- Place Orderマネージャー公式TikTok (@ruby_eclair) - TikTok

### まさひと
- まさひと公式X (@Masahito_PO_) - X（旧Twitter）
- まさひと公式Instagram (@masahito_rebelheart) - Instagram
- まさひと公式TikTok (@masahito0113) - TikTok

### しゅう
- しゅう公式X (@Shu_PO_) - X（旧Twitter）

### じょう
- じょう公式X (@Joe_PO_) - X（旧Twitter）
- じょう公式Instagram (@joe.0115.official) - Instagram
- じょう公式TikTok (@joe_po_) - TikTok

### りん
- りん公式X (@Rin_PO__) - X（旧Twitter）

### たか
- たか公式X (@Taka_PO__) - X（旧Twitter）